# Ignacio J. De la Riva
Ignacio J. De la Riva est un herpétologiste espagnol né en 1960.
Il travaille au Museo Nacional de Ciencias Naturales, à Madrid.
C'est un spécialiste des grenouilles néotropicales.

## Taxons nommés en son honneur
- Dendropsophus delarivai (Köhler & Lötters, 2001)

## Espèces décrites
- Bryophryne bustamantei
- Gastrotheca lauzuricae
- Gephyromantis runewsweeki
- Hyla palaestes
- Noblella carrascoicola
- Oreobates ibischi
- Oreobates lehri
- Oreobates madidi
- Oreobates sanderi
- Phrynopus miroslawae
- Phrynopus nicoleae
- Phyllomedusa camba
- Pristimantis koehleri
- Pristimantis pluvicanorus
- Pristimantis reichlei
- Psychrophrynella ankohuma
- Psychrophrynella chacaltaya
- Psychrophrynella condoriri
- Psychrophrynella guillei
- Psychrophrynella harveyi
- Psychrophrynella iani
- Psychrophrynella illampu
- Psychrophrynella illimani
- Psychrophrynella kallawaya
- Psychrophrynella katantika
- Psychrophrynella kempffi
- Psychrophrynella quimsacruzis
- Psychrophrynella saltator
- Psychrophrynella usurpator
- Scinax castroviejoi
- Scinax chiquitanus

De la Riva est l’abréviation habituelle de Ignacio J. De la Riva en zoologie.

Consulter la liste des abréviations d'auteur en zoologie ou la liste des taxons zoologiques assignés à cet auteur par ZooBank